# Groupe socialiste et républicain
De groupe socialiste et républicain (SOCR, Nederlands: socialistische en republikeinse groep), tot 2015 de groupe socialiste (SOC), is een parlementaire groepering in de Franse Senaat, in de  Sénat en bestaat sinds 2017 uit 72 leden die vooral tot de Parti socialiste behoren. De senatoren van de Europe Écologie-Les Verts behoorden tot 2012 ook tot de fractie, maar zij hebben een eigen fractie opgericht, de Groupe écologiste.
De socialistische groep in de Assemblée nationale heet de groep socialiste, écologiste et républicain.

## Geschiedenis
De groupe socialiste werd na de Franse Senaatsverkiezingen van 1959 opgericht. Groupe socialiste was sindsdien de naam van de fractie van de socialisten in de Senaat. De samenstelling was echter in het verleden geheel anders. Tegenwoordig bestaat de groep uitsluitend uit leden van de Parti socialiste en een aantal leden zonder partij of van overzeese departementen en regio's.

## Lijst van voorzitters
- sinds 2018 : Patrick Kanner
- 2014 - 2018 : Didier Guillaume
- 2011 - 2014 : François Rebsamen
- 2004 - 2011 : Jean-Pierre Bel
- 1988 - 2004 : Claude Estier
- 1980 - 1988 : André Méric
- 1974 - 1980 : Marcel Champeix
- 1959 - 1974 : Antoine Courrière

## Websites
- (fr)  Franse Senaat. Groupe socialiste et républicain. leden van de groep
- (fr)  Franse Senaat. Liste des sénateurs par groupes politiques.

Samenstelling per 27 juli 2019 
 De deelnemende partijen met de meeste zetels worden genoemd, alleen de partijen met een enkele zetel binnen de fractie ontbreken.